# Ralph Santolla
Ralph Santolla (Charlotte, Észak-Karolina, 1969. december 8. – Tampa, Florida, 2018. június 6.) olasz–amerikai származású gitáros.

## Pályafutása
Hét évesen kezdett gitározni a Kiss és a Deep Purple hatására. Első saját zenekara a Millenium volt, amellyel négy stúdióalbumot adott ki. Pályafutása során számos nemzetközileg ismert hard rock és metalegyüttesben játszott, mint például az Obituary, az Iced Earth, a Death, a Deicide, vagy Sebastian Bach énekes zenekara, melyekkel világszerte koncertezett és lemezeket készített. Mindezek mellett két szólóalbumot is kiadott, 2002-ben és 2007-ben.
2018. május 31-én Santolla szívrohamot kapott, majd kómába esett. Hat nappal később, június 6-án lekapcsolták a lélegeztető gépről és elhunyt. 48 éves volt.

## Diszkográfia

### Szólóalbumok
- Shaolin Monks in the Temple of Metal (2002)
- Requiem for Hope (2007)

### Millenium
- Millenium (1997)
- Angelfire (1999)
- Hourglass (2000)
- The Best of... and More (válogatás, 2004)
- Jericho (2004)

### Iced Earth
- The Glorious Burden (2004)

### Deicide
- The Stench of Redemption (2006)
- Till Death Do Us Part (2008)
- To Hell with God (2011)

### Obituary
- Xecutioner's Return (2007)
- Left to Die (EP) (2008)
- Darkest Day (2009)

### Gary Hughes
- Precious Ones (1998)